# 오부초등학교
오부초등학교는 대한민국 경상남도 산청군 오부면 오전리에 있는 공립 초등학교이다.

## 연혁
- 1931년 4월 27일 오부공립보통학교(4년제) 개교
- 1938년 4월 1일 오부공립심상소학교(6년제)로 변경[1]
- 1941년 4월 1일 오부공립국민학교로 개칭[2]
- 1950년 4월 1일 오부국민학교로 교명 변경[3]
- 1983년 3월 1일 병설유치원 개원
- 1996년 3월 1일 오성분교장 병합
- 1996년 3월 1일 오부초등학교 교명 개칭[4]
- 2020년 2월 14일 제82회 졸업(졸업생 2,580명)
- 2020년 9월 1일 제34대 허경자 교장 취임

## 참고 자료
- 오부초등학교 - 한국교육학술정보원 학교알리미